# ریو اویشی
ریو اویشی (انگلیسی: Ryo Oishi؛ زادهٔ ۱۳ ژوئیهٔ ۱۹۷۷) بازیکن فوتبال اهل ژاپن است.
از باشگاه‌هایی که در آن بازی کرده‌است می‌توان به باشگاه فوتبال شیمیزو اس-پالس اشاره کرد.